# 馬利斯山
75°40′S 160°48′E / 75.667°S 160.800°E
馬利斯山（英語：Mount Mallis）是南極洲的山峰，位於維多利亞地，屬於阿爾伯特親王山脈的一部分，處於喬伊斯山和比靈山之間，海拔高度1,360米，現時由南極條約體系管理。